# Joachim von Ribbentrop
Ulrich Friedrich Willy Joachim von Ribbentrop, más conocido como Ribbentrop o Joachim von Ribbentrop (Wesel, 30 de abril de 1893-Núremberg, 16 de octubre de 1946), fue un político, diplomático, militar y criminal de guerra  alemán así como ministro de Asuntos Exteriores (desde el 4 de febrero de 1938 hasta el 1 de mayo de 1945) de la Alemania nazi.

## Biografía

### Primeros tiempos
Joachim Ribbentrop, hijo del teniente coronel Richard Ribbentrop y de Sophie Hertwig, provenía de una familia de clase media y durante su adolescencia se educó en Alemania, Suiza, Francia e Inglaterra en colegios privados. De 1910 a 1914 trabajó en Canadá. Primero comenzó una formación como empleado de banco, pero en 1912 trabajó en la construcción de ferrocarriles en Canadá y en 1913 fue reportero en Nueva York para varios periódicos. En 1914 abrió un comercio de importación especializado en vinos alemanes en Ottawa. Tras declararse la Primera Guerra Mundial volvió a su país, ingresando en el ejército y participando en el frente oriental y luego fue asignado a un cargo en la agregaduría militar alemana en Estambul. Ascendió a teniente y obtuvo una Cruz de Hierro.
Tras la guerra Ribbentrop volvió a sus actividades empresariales, siendo considerado un hombre apolítico volcado en sus negocios, y sin dar mayores muestras de antisemitismo durante los años de la República de Weimar. En 1925 fue adoptado por una pariente suya de nombre Gertrud von Ribbentrop (1863-1943), cuyo padre Karl Ribbentrop había recibido un título aristocrático en 1884 y que desde entonces se apellidaba von Ribbentrop. Por ello, Joachim Ribbentrop empezó entonces utilizar en su propio apellido la partícula nobiliaria von, aunque no le correspondía por nacimiento.
En 1920 se casó con Anna Elisabeth Henkell, (llamada Annelies Henkell, hija de un fabricante de vino espumoso) con la que tuvo cinco hijos, continuando sus actividades como empresario especializado en comercio internacional durante la República de Weimar.

### Régimen nazi
En 1932 Ribbentrop conoció a Adolf Hitler y le ofreció sus servicios alegando que gracias a sus actividades empresariales había formado una serie de "conexiones internacionales" que serían de ayuda para Hitler, aprovechando para ello el hecho de que casi toda la élite nazi carecía de mayor experiencia en contactos con el extranjero. El mismo año, 1932, Ribbentrop se afilia al Partido Nacionalsocialista Obrero Alemán (NSDAP), asumiendo la totalidad de los postulados del nazismo pese a que nunca había dado señas de alimentar ideas políticas de alguna especie, salvo un cierto conservadurismo monárquico mezclado con sincero anticomunismo, pero sin haber mostrado jamás sentimientos antijudíos. Amigo del político y diplomático Franz von Papen, Ribbentrop trabó cierta complicidad con Hitler, siendo pronto despreciado por Joseph Goebbels y por otros altos líderes nazis que lo consideraban un advenedizo. 
Esto causó que Ribbentrop se convirtiera en un "fanático del nazismo" para granjearse la simpatía del régimen; así su relación con Hitler como consejero en política exterior estuvo más basada en la adulación y sumisión a su figura que en el verdadero conocimiento de la diplomacia y las relaciones internacionales. 
Su primera actividad diplomática fue en 1933 en una visita al Reino Unido donde se entrevistó con el primer ministro, Ramsay MacDonald en calidad de enviado personal de Hitler. En 1934 Ribbentrop logró inclusive crear un "despacho diplomático" totalmente nazi que operase de modo paralelo al Ministerio de Asuntos Exteriores dirigido por Konstantin von Neurath, despacho al cual denominó "Dienstelle Ribbentrop". Nombrado por Hitler para tareas secundarias relacionadas con la comisión de desarme alemán, viajó por París, Londres y Roma. 
Ribbentrop ganaba tiempo en las conversaciones con los aliados respecto al desarme, asegurando la sinceridad del régimen nazi en buscar un nuevo tratado internacional que compensara a Alemania por las "injusticias y humillaciones" sufridas por el Tratado de Versalles de 1919, mientras la política interior alemana perseguía su carrera armamentista, cumpliendo así los deseos de Hitler de engañar a los Gobiernos de Gran Bretaña y Francia y justificar ante la opinión pública internacional las "reivindicaciones" alemanas contra la paz de 1919.
En 1934 es nombrado embajador extraordinario, en 1935, embajador para desarme. Logró negociar el acuerdo naval anglo-germano del 18 de junio de 1935 y el Pacto Antikomintern del 25 de noviembre de 1936, aunque el ministro Neurath estaba convencido de que ambos acuerdos fracasarían. El éxito de estas gestiones le granjeó a Ribbentrop las simpatías de Hitler.

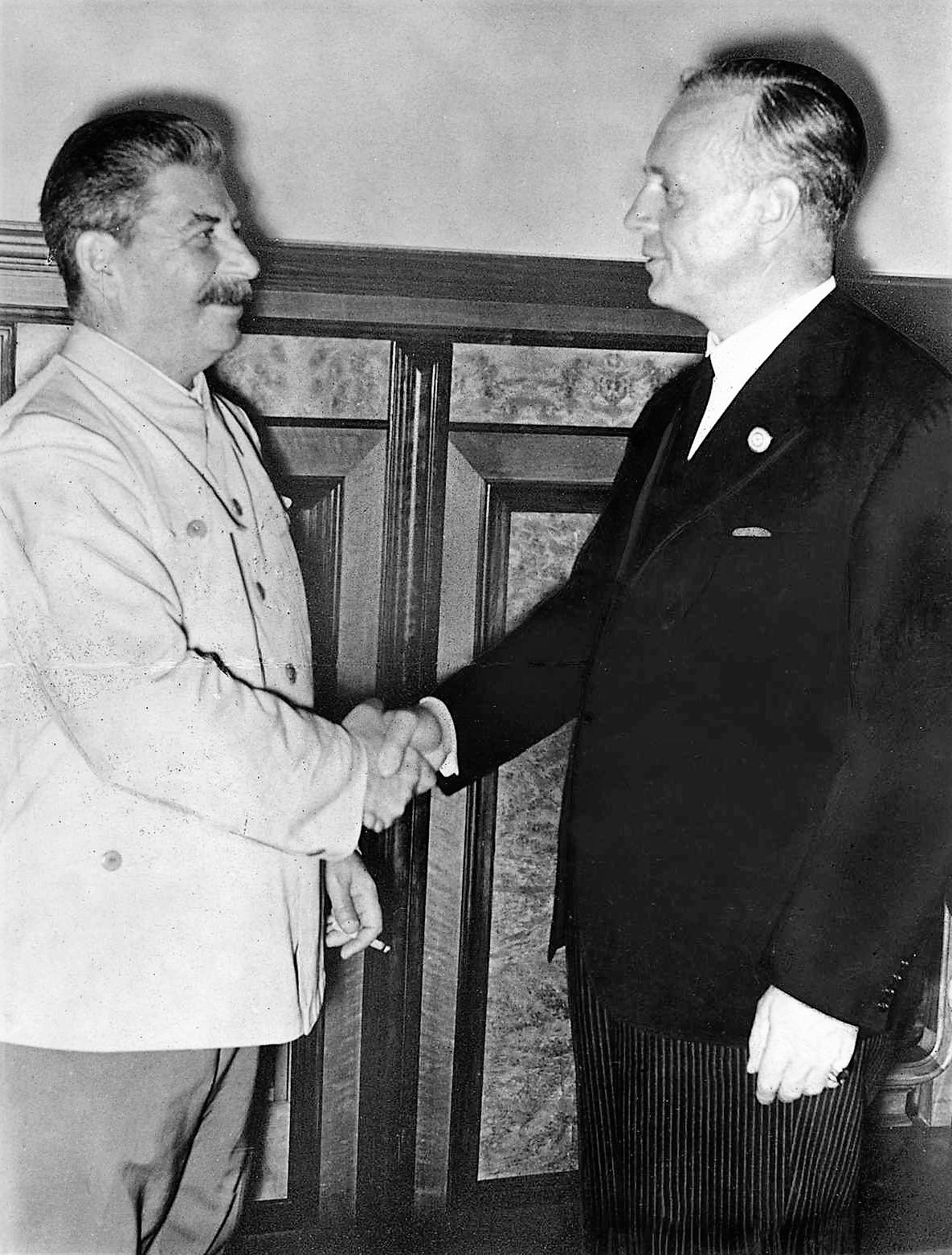
Stalin y von Ribbentrop, el 23 de agosto de 1939

El giro en política internacional propugnado por Ribbentrop supuso que Alemania abandonara su antigua alianza con China (que se había mantenido durante toda la República de Weimar) y empezara un acercamiento a los intereses de Japón. En 1936 Ribbentrop es nombrado Embajador de Alemania en Gran Bretaña con la misión exclusiva de obtener una alianza anglo-germana, buscando para ello ganar influencia entre la clase dirigente y la aristocracia británica. Pero la diplomacia británica no acogió los acercamientos de Ribbentrop al considerarlo un advenedizo poco inteligente y carente de real formación diplomática, por lo cual fracasó el intento de atraer a la élite política de Gran Bretaña a favor del Tercer Reich. Más aún, Ribbentrop solía abandonar por varias semanas su despacho en Londres para volver a Alemania y atender su propia carrera política allí. Fue embajador en Gran Bretaña hasta 1938.

### Ministro de Asuntos Exteriores
El 4 de febrero de 1938 Ribbentrop es nombrado ministro de Asuntos Exteriores del Reich en reemplazo de Konstantin von Neurath. Ocupará el cargo hasta el 1 de mayo de 1945. Cuando Ribbentrop fue nombrado ministro de Asuntos Exteriores, Hitler ya tenía tomada las decisiones de expansionismo hacia los países eslavos. Por tanto, Ribbentrop se mostró en esa ocasión como un decidido belicista y no se privó de amenazar a países extranjeros con una guerra europea. Decidido a satisfacer a Hitler, Ribbentrop sustituyó a buena parte de los diplomáticos y personal del Ministerio por gente de su confianza que había trabajado en su despacho paralelo cuando Neurath era ministro, o por otros militantes nazis, despidiendo a numerosos diplomáticos profesionales. 
Ribbentrop resultó ser un firme ejecutor de las políticas expansionistas de Hitler a fines de la década de 1930, participando en la Crisis de los Sudetes para presionar a los enviados británicos y franceses a admitir la desmembración de Checoslovaquia como precio para evitar una guerra a gran escala, culminando su obra en los Acuerdos de Múnich de septiembre de 1938. Dos meses después participó en el Primer arbitraje de Viena para entregar territorio checoslovaco a Hungría.
El 23 de agosto de 1939 firmó con la Unión Soviética el Pacto Ribbentrop-Mólotov para asegurarse de la estabilidad del frente oriental en una hipotética guerra en Europa, evento al cual Ribbentrop mismo consideró su mejor obra diplomática. No obstante, un traspié para Ribbentrop ocurrió cuando después del ataque alemán contra Polonia el 1 de septiembre de 1939, la Italia fascista declaró su neutralidad, hecho del cual Ribbentrop acusó a Galeazzo Ciano, el ministro italiano de Asuntos Exteriores y yerno de Mussolini.
Ribbentrop participó también en el Segundo arbitraje de Viena el 30 de agosto de 1940 con el cual la presión del Tercer Reich forzó a Rumania la entrega de territorios a Hungría. Inmediatamente después, el 27 de septiembre del mismo año, fue el artífice de la alianza entre Italia, Alemania y Japón, el Pacto Tripartito, para formar el Eje que, en sus propias palabras al diplomático soviético Viacheslav Mólotov, conquistaría Europa y se enfrentaría solamente a Estados Unidos y Gran Bretaña pero nunca a los soviéticos. 
Sin embargo, los espías soviéticos ya habían informado a Mólotov de que el acuerdo germano-ítalo-nipón implicaba en realidad un pacto secreto contra la URSS; Stalin también fue advertido, pero ignoró los signos de advertencia que conllevaba esta información y que se vio después confirmada el 22 de junio de 1941 por el comienzo de la Operación Barbarroja. Respecto a ello, Ribbentrop mostró grandes dudas sobre la conveniencia de atacar a la URSS sin haber vencido antes a Gran Bretaña, pero no formuló objeciones a la decisión final de Hitler de atacar a los soviéticos. 
Precisamente la declaración de guerra a la URSS fue el último gran acto diplomático de Ribbentrop, siendo que la entrada de Estados Unidos en la contienda (diciembre de 1941) aumentó el aislamiento diplomático del Tercer Reich, en tanto las delegaciones diplomáticas alemanas operaban efectivamente en países aliados o satélites, y solo en unos pocos neutrales europeos (Suiza, Suecia, España y Portugal), siendo que las relaciones diplomáticas de Alemania fuera de Europa apenas se limitaban a Argentina y Tailandia, reduciendo la importancia práctica del Ministerio de Asuntos Exteriores. 
Conforme avanzaba la Segunda Guerra Mundial y Alemania se sumía en la guerra total desde 1942, Ribbentrop fue perdiendo rápidamente protagonismo político hasta llegar a ser solo una figura burocrática, ganando cada vez menos acceso a Hitler y su principal entorno. En julio de 1944 Ribbentrop sufrió un duro golpe de sus enemigos en la jerarquía nazi cuando se descubrió la participación de numerosos diplomáticos en la conspiración contra Hitler, siendo acusado por Martin Bormann de no haber ejecutado una eficaz "depuración" de su Ministerio. Ante ello, Ribbentrop debió aceptar que funcionarios de las SS purgaran el cuerpo diplomático, perdiendo más influencia ante Hitler. 
Después de este episodio Ribbentrop trató vanamente de influir para llegar a un cese de hostilidades con la Unión Soviética; inclusive cuando en febrero de 1945 el jefe máximo de las SS, Heinrich Himmler, inició gestiones ante el conde sueco Folke Bernadotte para una paz separada de Alemania con británicos y estadounidenses, Ribbentrop ni siquiera fue informado.

### Juicio y ejecución

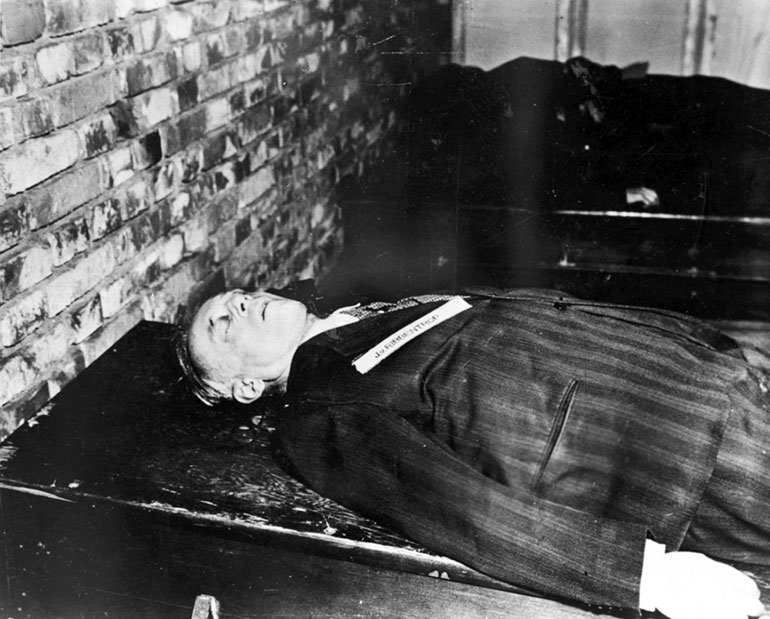
El cuerpo de Ribbentrop después de su ejecución.

Ribbentrop acudió a la celebración del último cumpleaños de Hitler en Berlín el 20 de abril de 1945, cuando las tropas soviéticas ya habían iniciado su avance hacia la capital alemana en la que se daría la batalla de Berlín, pero Hitler rehusó concederle una entrevista. Ribbentrop abandonó Berlín poco después y marchó a Hamburgo. 
El 14 de junio de 1945, fue arrestado en Hamburgo por agentes de espionaje del Ejército británico mientras estaba escondido en una pensión. Ribbentrop fue llevado al Juzgado en Núremberg y acusado por crímenes de guerra, crímenes contra la paz y genocidio.
Las acusaciones principales declaraban a Ribbentrop responsable de convencer a los países satélites del Reich de deportar a los judíos a Alemania para ser después exterminados, vulnerar maliciosamente tratados internacionales para forzar una guerra europea, y promover deliberadamente crisis internacionales para pretextar agresiones bélicas de Alemania. Durante el proceso Ribbentrop se defendió alegando desconocer los planes del Tercer Reich y atribuyendo toda la culpa de ello a Hitler, pero tal argumento fue desestimado al obtenerse documentos donde se mostraba el pleno conocimiento y apoyo de Ribbentrop a los planes de Hitler.
Ribbentrop fue condenado a muerte y resultó el primer líder nazi en ser ejecutado en la horca la madrugada del 16 de octubre de 1946. En 1953 fueron publicadas sus memorias.